# Дятел-смугань жовтобровий
Дятел-смуга́нь жовтобровий (Piculus aurulentus) — вид дятлоподібних птахів родини дятлових (Picidae). Мешкає в Південній Америці. Утворює надвид з жовтовусим дятлом-смуганем.

## Опис
Довжина птаха становить 21-22 см, вага 68 г. Верхня частина тіла оливково-золота, нижня частина тіла оливкова, поцяткована білими смужками. Через очі проходять оливково-зелені смуги, над очима жовті "брови". Довгі темно-зелені стернові пера мають клиноподібну форму і слугують опорою при вертикальному русі по стовбуру дерева. У самців тім'я, потилиця і лоб яскраво-червоні, у самок лише потилиця. І у самців, і у самиць щоки червоні. Дзьоб сірий, очі червонувато-карі, лапи зеленувато-сірі.

## Поширення і екологія
Жовтоброві дятли-смугані поширені на південному сході Бразилії, на сході Парагваю і на північному сході Аргентини. Спостерігалися на крайній півночі Уругваю. Живуть в тропічних лісах. В Бразилії спостерігаються на висоті до 2000 м над рівнем моря, в Аргентині і Парагваї спостерігаються на значно нижчих висотах.

## Поведінка
Жовтоброві дятли-смугані живуть поодинці або парами. Харчуються комахами та їх личинками, іноді доповнюють раціон плодами. Шукають їжу на землі та у гнилій деревині. Сезон розмноження триває в Бразилії з серпня по листопад. Дупла створюють в стовбурах дерев на висоті до 7 м над землею.

## Збереження
МСОП класифікує стан збереження цього виду як близький до загрозливого. Жовтобровим дятлам-смуганям загрожує знищення природного середовища.